# يمنى بدراوي
يمنى محمد سعد بدراوي (25 ديسمبر 1992 - ) إعلامية مصرية. تقدم برنامج ( ورقة بيضا ) على قناة النهارالفضائية.

## حياتها
ولدت 25 ديسمبر 1992 بـ محافظة الغربية في مدينة طنطا ، ودرست الإعلام بـ جامعة أكتوبر للعلوم الحديثة والآداب ، والدها السياسي والبرلماني ورجل الأعمال النائب محمد بدراوي عضو مجلس النواب عن دائرة السنطة زفتى ، ظهر حبها وشغفها بالإعلام منذ صغرها حتى درسته وتخرجت في جامعة أكتوبر للعلوم الحديثة والآداب ، وحصولها على البكالريوس.
تدربت في العديد من البرامج ، منهم راديو نغم FM وميجا ، ولكن من أهمهم كمراسلة مع الإعلامية لميس الحديدي

## برنامج حواديت الناس
قدمت لأول مرة برنامج حواري اجتماعي فني يهتم بقضايا وأحوال وحكايات الناس ( حواديت الناس ) على قناة الشمس الفضائية ، في انطلاقة قوية عام 2024 بدأت بحلقة للفنانة حورية فرغلي وتوالت الضيوف منهم ياسر علي ماهر وفريدة سيف النصر و سلوى عثمان و علاء مرسي وعايدة رياض وأحمد سلامة وأحمد عبد الله محمود ودوللي شاهين ومحمد نجاتي و دنيا المصري والناقد الكبير طارق الشناوي والفنان وائل الفشني وصاحبة اكس فاكتور حنين الشاطر وغيرهم الكثير.

## ضيوف برنامج حواديت الناس
- حورية فرغلي.
- ياسر علي ماهر.
- طارق الشناوي.
- حنين الشاطر.
- منه الزهيري.
- وائل الفشني.
- فريدة سيف النصر.
- سلوى عثمان.
- محمد نجاتي.
- دنيا المصري.
- تامر كروان.
- مجد القاسم.
- دوللي شاهين.
- خالد سرحان.
- محمد علي رزق.
- شاهيناز.
- إيساف.
- ليلى عز العرب.
- أحمد عبد الله محمود.
- أحمد سلامة.
- عايدة رياض.
- صفاء جلال.
- علاء مرسي.
- طارق النهري.

## برنامج ورقة بيضا
بعد نجاح برنامج ( حواديت الناس ) خلال موسمين كاملين على على قناة الشمس الفضائية توالت العروض على الإعلامية يمنى بدراوي حتى تعاقدت مع قناة النهار الفضائية برنامج جديد بعنوان ( ورقة بيضا ) وهو برنامج فني يهتم بأخبار المشاهير من نجوم الفن والغناء والطرب وموعد عرضه الأربعاء من كل أسبوع في الخامسة مساءً بتوقيت القاهرة على قناة النهار الفضائية وكانت بداية قوية باستضافة النجمة اللبنانية نيكول سابا

## ضيوف برنامج ورقة بيضا
- نيكول سابا.
- جوري بكر.
- انتصار (ممثلة).
- شريف دسوقي.
- أحمد جمال سعيد.
- ميمي جمال.
- أسامة منير.
- عفاف شعيب.
- سيمون (مغنية).
- نادية رشاد.
- رنا سماحة.
- نورهان.
- إنجي علي.
- داليا مصطفى.
- احمد عزمي.